# Codinaea aristata
Codinaea aristata är en svampart som beskrevs av Maire 1937. Codinaea aristata ingår i släktet Codinaea och familjen Chaetosphaeriaceae.   Inga underarter finns listade i Catalogue of Life.